# Jaronowice
Jaronowice – wieś sołecka w Polsce położona w województwie świętokrzyskim, w powiecie jędrzejowskim, w gminie Nagłowice. Leży przy drodze krajowej nr 78.
W latach 1975–1998 miejscowość administracyjnie należała do województwa kieleckiego.

## Części wsi
| SIMC    | Nazwa   | Rodzaj |
| ------- | ------- | ------ |
| 0254798 | Kierzki | osada  |

## Historia
W wieku XIX Jaronowice należą do parafii Chlewice (Jaronowice, albo Jaroniewice, dawniej Aronowice). Należały dawniej do powiatu Lelowskiego, w gminie Nagłowice, leżą przy szosie Jędrzejów – Szczekociny, od Jędrzejowa położone o 21 km., od Szczekocin 14 km.
W 1827 r. posiadały Jaronowice 24 domów, 170 mieszkańców. Rozległość 998 mórg, gruntu omego 503, łąk 26, lasu 416, nieużytków i placów 53. Budynków murowanych 6, drewnianych 24. Wieś Jaronowice liczyła 42 osad, gruntu ornego było 393 morgi.
Jaronowice to dawna siedziba rodu Pilawitów. Długosz wspomina o Janie Pilawicie herbu Pilawa, właścicielu Jaronowic.
W XV w. dziedziczyli oni na Jaronowicach, jest to ród śląskiego pochodzenia – mieli swe posiadłości w okolicach Lelowa, zaś Jaronowice, to jedna z pierwszych placówek tego łańcucha.

Z tego rodu pochodzili Mysłowscy, którzy przez cały wiek 16. władali Jaronowicami. Jan Mysłowski, do którego należała Drużykowa, oraz działy w Mękarzowie (na Mękarzowie miał działy Klimunt Mysłowski), gorliwy katolik w 1568 r. występował w obronie kościoła w Rakoszynie, przeciw Kempskim, którego to kościoła fundatorami byli przodkowie Mysłowskiego, jeszcze w XIV w. 
Mysłowscy dziedziczą do końca XVI w., po nich kupują wieś Gródeccy, herbu Jastrzębiec.
W wieku XVII Jaronowice należały do Stanisława Gródeckiego, elekta Władysława IV. W 1642 r. jest on dziedzicem Jaronowic i Różnicy, wymieniają go akta grodzkie, jak i kościelne parafii Sędziszowskiej.
Od Gródeckich przechodzą Jaronowice w końcu XVII w. do Latalskich, herbu Prawdzic, znanej rodziny, dziedziczącej w Wielkopolsce i Radomskiem, spokrewnionej już przedtem z Reyami w tej okolicy. Jaronowice należały do Józefa Antoniego Latalskiego i Teodory z Rozrażewskich. Od Latalskich kupują Stokowscy ok. 1712 r., o których przy Rakoszynie wspomnimy. Właścicielem Jaronowic w 1714 r. jest Franciszek Stokowski i żona jego Izabella Teresa. W 1733 r. należą do Teresy Stokowskiej, która sprzedaje je około 1740 r. Pawłowi Księskiemu, podczaszycowi drohickiemu, synowi Antoniego i Anny Drohojewskiej, l.voto Andrzejowej Wizenbergowej.
Od Księskich około 1770 r. kupują Kossakowscy, herbu Ślepowron a mianowicie: Antoni Kossakowski, syn Marcina i Marianny Byting Jędrzejowskiej, sekretarz królewski przy Radzie Nieustającej.
Leonard Kossakowski (szambelan Stanisława Augusta w 1774) w 1784 r. sprzedał Jaronowice Teodorowi Jordanowi (komornik graniczny lelowski, ur. 1738 r. w Sędziszowie). Teodor Jordan sprzedał Jaronowice w 1819 r. synowi Józefowi, Radcy Towarzystwa Kredytowego Ziemskiego.
W roku tymże 1819 kupuje Jaronowice Jan hrabia Ledóchowski za 9884 sztuk złotych holenderskich.
W 1834 r. nabył Jaronowice za 83.200 złp. Franciszek Olszowski, ożeniony z Anną Piotrowską. Po śmierci Franciszka Olszowskiego, pozostały po nim dzieci, córki: Józefa Antoniowa Borkowska, Maria Lipawska i synowie Wincenty, Teodor i Stanisław Olszowscy, którzy stali się właścicielami Jaronowic. Tak było do roku 1911 po czym Jaronowice przechodzą na własność Wincentego Biernackiego.
W Jaronowicach w 1868 r. urodził Ludwik de Laveaux, polski malarz.

## Zabytki
Zespół dworski wpisany do rejestru zabytków nieruchomych (nr rej.: A.121/1-2 z 18.12.1957 i z 26.04.1977):
- dwór z XVIII w., przebudowany w I połowie XIX w.
- park z XVIII w., przebudowany w XIX w.